# Мышиные опоссумы
Мышиные опоссумы (Marmosa) — это род относительно небольших неотропических опоссумов, представителей семейства Didelphidae. Он включает девятнадцать видов.  Шесть видов рода Micoureus или мохнатых мышиных опоссумов, которые раньше раматривались как отдельный род, в 2009 году были перемещены в род Marmosa в ранге подрода. В 2014 году, основываясь на сравнении последовательностей одного митохондриального и трёх ядерных генов, Восс с  соавторами выделили три новых подрода: Eomarmosa, Exulomarmosa и Stegomarmosa.  Eomarmosa и Exulomarmosa, а также Marmosa и Micoureus считаются сестринскими таксонами, а Stegomarmosa считается сестринской группой по отношению к  Marmosa  вместе с Micoureus. Клада Exulomarmosa содержит, в основном, с  трансандийскими (к западу от Анд) ареалами. 
- Подрод Eomarmosa Voss, Gutierrez, Solari, Rossi & Jansa 2014
  - Marmosa rubra Tate 1931 — Красный опоссум
- Подрод Exulomarmosa Voss, Gutierrez, Solari, Rossi & Jansa 2014
  - Marmosa isthmica Goldman, 1912
  - Marmosa mexicana Merriam, 1897 — Мексиканский опоссум
  - Marmosa robinsoni Bangs, 1898 — Опоссум Робинсона
  - Marmosa simonsi (Thomas, 1899)
  - Marmosa xerophila Handley & Gordon 1979 — Сухолюбивый опоссум
  - Marmosa zeledoni (Goldman, 1911)
- Подрод Marmosa Gray, 1821
  - Marmosa macrotarsus (Wagner, 1842)
  - Marmosa murina (Linnaeus 1758) — Обыкновенный мышиный опоссум
  - Marmosa tyleriana Tate 1931 — Венесуэльский опоссум
  - Marmosa waterhousii (Tomes, 1860)
- Подрод Micoureus Lesson, 1842
  - Marmosa alstoni (J. A. Allen, 1900) — Опоссум Алстона
  - Marmosa constantiae (Thomas, 1904) — Светлобрюхий мышиный опоссум
  - Marmosa demerarae (Thomas, 1905) — Амазонский опоссум
  - Marmosa paraguayana (Tate, 1931)
  - Marmosa phaea (Thomas, 1899)
  - Marmosa regina (Thomas, 1898) — Короткошёрстный опоссум
- Подрод Stegomarmosa Pine, 1972
  - Marmosa andersoni Pine, 1972 — Опоссум Андерсона
  - Marmosa lepida (Thomas, 1888) — Опоссум-красавец